# 1115-ös busz
Az 1115-ös jelzésű távolsági autóbusz Budapest, Népliget autóbusz-pályaudvar és Kiskunhalas, autóbusz-állomás között közlekedik. Célja, hogy a kelebiai vasútvonal felújítása alatt megfelelő alternatívaként szolgáljon a főváros és a Kiskunlacházától délebbre található települések között. A viszonylattal javarészt párhuzamosan, ám Dunaharaszti és Taksony települések érintésével közlekedik a 653-as autóbusz is.

## Története
2022. február 1-jétől vágányzár miatt a kelebiai vasútvonalon a vonatok csak Budapest és Délegyháza között közlekednek, tovább Kunszentmiklósig vonatpótló buszok közlekednek. A pótlóbuszok által nem érintett, Kelebiáig tartó szakaszon a Volánbusz helyközi viszonylatai közlekednek, mellettük új viszonylatok létesülnek már a lezárást megelőző napon 653-as és 1115-ös jelzéssel a főváros gyorsabb elérése érdekében.

## Megállóhelyei
Az átszállási kapcsolatok között a szinte azonos útvonalon közlekedő 650-es és 653-as jelzésű járatok nincsenek feltüntetve.
| 0   | Budapest, Népliget autóbusz-pályaudvar végállomás | 205 | 1, 1A 83 254E 607, 608, 626, 628, 629, 630, 631, 632, 633, 635, 636, 654, 655, 656, 657, 659, 660, 661, 679, 705 1080, 1081, 1085, 1087, 1090, 1092, 1094, 1110, 1111, 1113, 1120, 1121, 1125, 1131, 1134, 1136, 1173, 1174, 1175, 1176, 1177, 1183, 1184, 1185, 1188, 1190, 1193, 1194, 1201, 1202, 1205, 1212, 1216, 1229, 1240, 1244, 1251, 1253, 1254, 1257, 1268 |
| 43  | Kiskunlacháza, vasútállomás elágazás              | 161 | 645, 647, 648, 651, 654, 656, 660, 661, 665, 668, 669, 670 1110, 1111, 1113 |
| 45  | Kiskunlacháza, Katona József utca                 | 159 | 645, 647, 669, 670 |
| 59  | Apaj, kunszentmiklósi elágazás                    | 145 | 647 |
| 72  | Kunszentmiklós, Petőfi lakótelep                  | 132 | 646, 647, 5241, 5311, 5364, 5387, 5392 |
| 75  | Kunszentmiklós, Kálvin tér                        | 128 | 646, 647, 5238, 5239, 5241, 5311, 5364, 5378, 5380, 5381, 5387, 5392 |
| 79  | Kunszentmiklós, Kossuth utca                      | 126 | 5239, 5381, 5387 |
| 84  | ÁGOTA Falva                                       | 121 | 5239, 5381 |
| 89  | Nagyszállás                                       | 116 | 5381 |
| 98  | Szabadszállás, laktanya                           | 107 | 5239, 5381, 5387 |
| 101 | Szabadszállás, autóbusz-váróterem                 | 105 | 5229, 5231, 5233, 5239, 5271, 5298, 5342, 5381, 5387 |
| 103 | Szabadszállás, Kodály utca                        | 102 | 5298, 5381 |
| 108 | Fülöpszállás, Hunyadi utca                        | 97  | 5227, 5229, 5234, 5239, 5243, 5298, 5359, 5381 |
| 110 | Fülöpszállás, községháza                          | 95  | 5227, 5229, 5234, 5239, 5243, 5298, 5342, 5359, 5381, 5502 1499, 1528, 1529, 1547 |
| 112 | Fülöpszállás, vasútállomás                        | 93  | 5229, 5239, 5243, 5298, 5352, 5381 |
| 121 | Soltszentimre, községháza                         | 84  | 5229, 5239, 5298, 5348, 5352, 5381 |
| 137 | Csengőd, vasútállomás                             | 68  | 5226, 5229, 5239, 5298, 5344, 5348, 5352 |
| 143 | Tabdi, Művelődési Ház                             | 62  | 5226, 5239, 5341, 5344, 5348 |
| 153 | Kiskőrös, ipartelep                               | 52  | 555, 5226, 5232, 5341, 5344, 5348, 5354 |
| 155 | Kiskőrös, vasútállomás                            | 50  | 555, 5218, 5226, 5232, 5275, 5295, 5297, 5298, 5340, 5341, 5344, 5346, 5348, 5349, 5350, 5351, 5352, 5354 1535, 1566 |
| 159 | Kiskőrös, városháza                               | 44  | 555, 5058, 5218, 5219, 5226, 5232, 5275, 5295, 5297, 5298, 5340, 5341, 5344, 5346, 5349, 5350, 5351, 5352, 5354, 5362 1507, 1510, 1513, 1535, 1566, 1568 |
| 174 | Soltvadkert, autóbusz-váróterem                   | 31  | 5058, 5218, 5219, 5221, 5275, 5295, 5296, 5298, 5346, 5362 1507, 1510, 1512, 1513, 1524 |
| 176 | Soltvadkert, Bocskai utca                         | 29  | 5221, 5275, 5295, 5296, 5298, 5362 |
| 183 | Pirtó, községháza                                 | 22  | 5221, 5295, 5296, 5298, 5362 1510, 1512 |
| 186 | Pirtó, Patkó tó                                   | 19  | 5221, 5295, 5296, 5298, 5362 |
| 194 | Kiskunhalas, Széchenyi úti üzletsor               | 11  | 5221, 5278, 5288, 5295, 5296, 5298, 5362 |
| 198 | Kiskunhalas, vasútállomás                         | 5   | 5054, 5056, 5123, 5216, 5266, 5279, 5280, 5281, 5283, 5290, 5362, 5369 személyvonat, InterRégió |
| 202 | Kiskunhalas, gimnázium                            | 2   | 5123, 5216, 5266, 5276, 5278, 5279, 5280, 5281, 5283, 5290, 5292, 5362 |
| 205 | Kiskunhalas, autóbusz-állomás végállomás          | 0   | 5046, 5054, 5056, 5123, 5216, 5221, 5266, 5276, 5278, 5279, 5280, 5281, 5282, 5283, 5284, 5285, 5286, 5287, 5288, 5289, 5290, 5292, 5295, 5296, 5297, 5298, 5321, 5322, 5324, 5362, 5369 1507, 1510, 1512, 1513, 1577 |